# Murrayfield Stadium
Das Murrayfield Stadium (durch Sponsoring Scottish Gas Murrayfield genannt) ist ein Rugby- und Fußballstadion in der schottischen Hauptstadt Edinburgh. Die Sportstätte bietet den Besuchern aktuell 67.144 Plätze, sie ist somit das größte Stadion in Schottland und das fünftgrößte im Vereinigten Königreich. Das 1925 erbaute Stadion ist der Sitz des Verbandes Scottish Rugby Union; hier finden die meisten Test Matches der schottischen Nationalmannschaft sowie des European Rugby Champions Cup statt. Obwohl es sich in erster Linie um ein Stadion für Rugby Union handelt, werden in Murrayfield auch Rugby-League-, Fußball- und American-Football-Spiele ausgetragen sowie zahlreiche Konzerte veranstaltet.

## Geschichte
1922 erwarb die Scottish Rugby Union das spätere Stadiongrundstück für 3.800 Pfund. Das Stadion wurde am 21. März 1925 mit dem Five-Nations-Spiel zwischen Schottland und England eingeweiht, das die Gastgeber mit 14:11 gewannen. Mit diesem Sieg gelang Schottland erstmals ein Grand Slam. Schon zwei Jahre nach der Einweihung kaufte der Rugbyverband Scottish Rugby Union Grundstücke rund um das Stadion, um das Gelände mit zwei Tribünen, Trainingsplätzen, Parkplätzen und zwei Brücken zu erweitern.
Im Zweiten Weltkrieg übernahm das Royal Army Service Corps das Stadion und funktionierte es zum Depot zur Versorgung der Truppen um. Nach dem Krieg diente es wieder als Sportstätte und war Spielort der Five Nations 1947. 1948 wuchs das Stadion durch eine Erweiterung der Haupttribüne. Um Spielabsagen durch schlechte Wetterbedingungen vorzubeugen, erhielt es 1959 eine Rasenheizung in Form einer elektrischen Heizdecke, die man über das Spielfeld legte. Wegen zunehmender Wartungsprobleme ersetzte man das System 1991 durch ein gasbeheiztes Warmwasser-Rohrsystem unter dem Rasen.
1975 wurde der Besucherrekord mit der höchsten Zuschauerzahl bei einem Rugby-Union-Spiel aufgestellt. 104.000 Zuschauer wollten das Länderspiel der Schotten gegen Wales sehen. 1981 wurde an der Ostseite ein neuer Zuschauerrang gebaut. Zusätzlich stattete man die Spielstätte erstmals mit zwei elektrischen Anzeigetafeln aus. Die neue Tribüne wurde durch Prinzessin Anne eröffnet.
1994 wurde das Stadion für 50 Millionen £ umfangreich renoviert. Unter anderem erhielt das Murrayfield seine erste Flutlichtanlage. Dabei erneuerte man die Ränge. Nach den Umbauten fasste das Murrayfield noch 67.800 Zuschauer. Durch die Installierung zweier Videowände sank die Kapazität 2010 auf 67.144 Besucher.
Zur Saison 2014/15 verlegte man ein neues Spielfeld. Es war die größte Investition in das Stadion seit der Renovierung zwanzig Jahre zuvor. Das Spielfeld mit Rasenheizung setzt sich aus einem Naturrasen und darin eingeflochtenen Kunstrasenfasern zusammen. Dabei wurden ca. 20 Millionen Kunstfasern 20 cm tief in den Boden eingesetzt. So verwächst über die Zeit der Rasen mit den Kunstfasern und wird widerstandsfähiger gegenüber starker Beanspruchung. Ungewöhnlich ist die achtspurige 100-Meter-Kunststoffbahn zwischen der Haupttribüne und dem Spielfeld.
Im Mai 2014 schlossen die Scottish Rugby Union und das britische Telekommunikationsunternehmen BT Group einen Vertrag über den Sponsoringnamen. Der Kontrakt war zunächst auf vier Jahre ausgelegt und soll dem Verband 20 Millionen Pfund eingebracht haben. 2017 und 2021 wurde der Vertrag um jeweils vier weitere Jahre verlängert.
Im Juli 2023 wurde der Energie- und Servicedienstleister Scottish Gas neuer Namensgeber des Stadions. Die Scottish Rugby Union und Scottish Gas vereinbarten einen Vertrag über fünf Jahre.

## Nutzung
Das Stadion, das im Besitz der Scottish Rugby Union ist, wird hauptsächlich für Rugbyspiele genutzt. Hier finden die Spiele des schottischen Nationalmannschaft im Rahmen des Six-Nations-Turniers und die November-Länderspiele gegen Mannschaften der südlichen Hemisphäre statt. Das Team Edinburgh Rugby trägt seine Heimspiele der Pro14 hier aus. Zwischen 1995 und 2000 traten die Scottish Claymores zu ihren American-Football-Spielen im Rahmen der NFL Europe im Stadion an, ehe sie in den Hampden Park nach Glasgow wechselten. Am 23. Juni 1996 fand der World Bowl IV der NFL Europe zwischen den Claymores und der Frankfurt Galaxy (32:27) im Stadion von Edinburgh statt.
Der schottische Fußballverein Heart of Midlothian trug seine Europapokalspiele in der Saison 2006/07 im Murrayfield Stadium aus. Dies betraf vor allem die Qualifikation zur UEFA Champions League. Da Celtic Glasgow sein Heimspiel der 2. Qualifikationsrunde zur UEFA Champions League 2014/15 gegen KR Reykjavík wegen der Commonwealth Games 2014 nicht im heimischen Stadion austragen konnte, wurde dieses Spiel im Murrayfield Stadium ausgetragen. Celtic gewann die Partie mit 3:0.

## Konzerte
Das Scottish Gas Murrayfield wird neben seiner Funktion als Sportstätte auch für Konzerte genutzt. Zahlreiche internationale Künstler wie beispielsweise David Bowie, die Red Hot Chili Peppers oder U2 sind im Stadion aufgetreten. Im Juli 2005 fand hier eines der acht Konzerte im Rahmen von Live 8 statt.

## Galerie

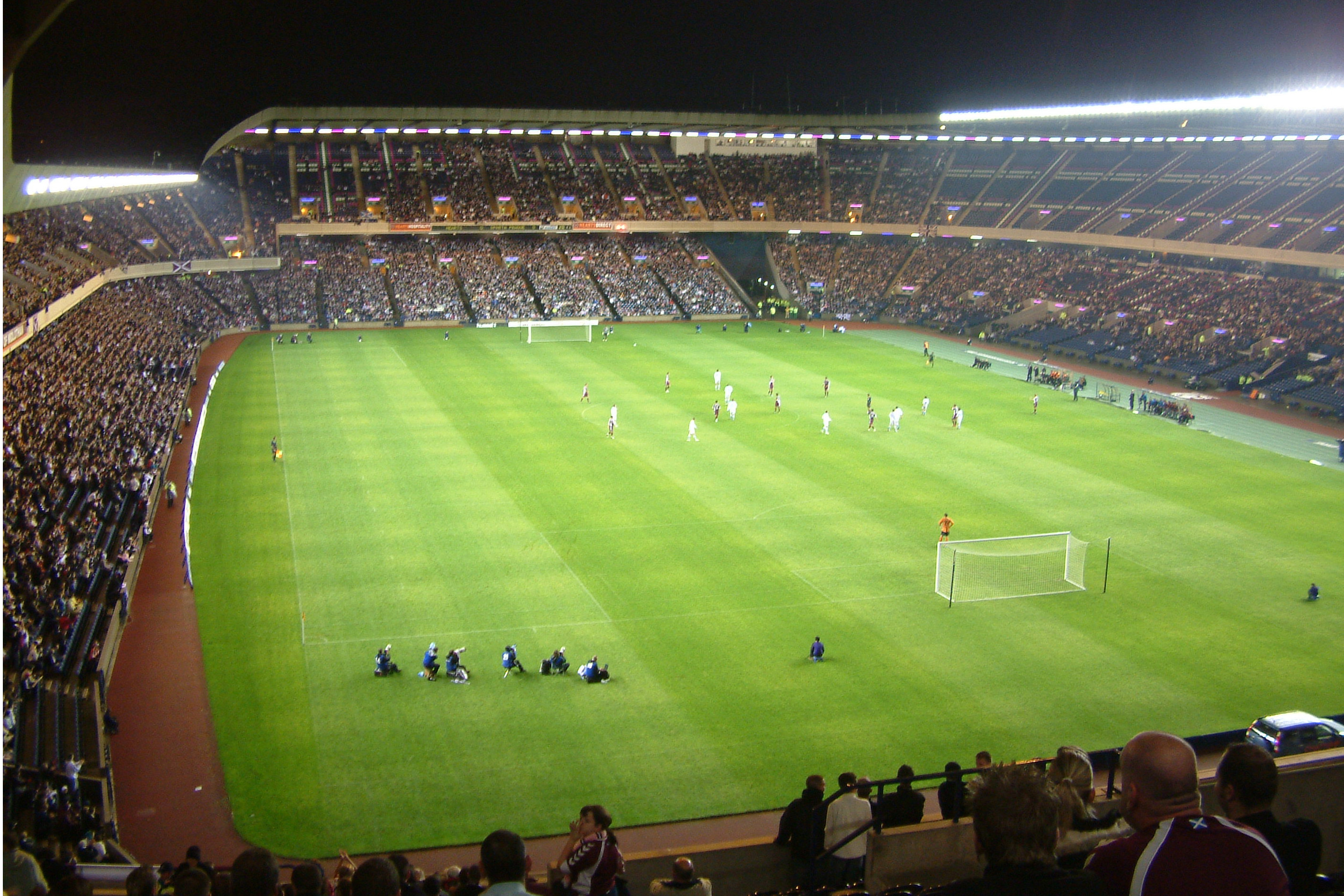
Das Murrayfield 2006
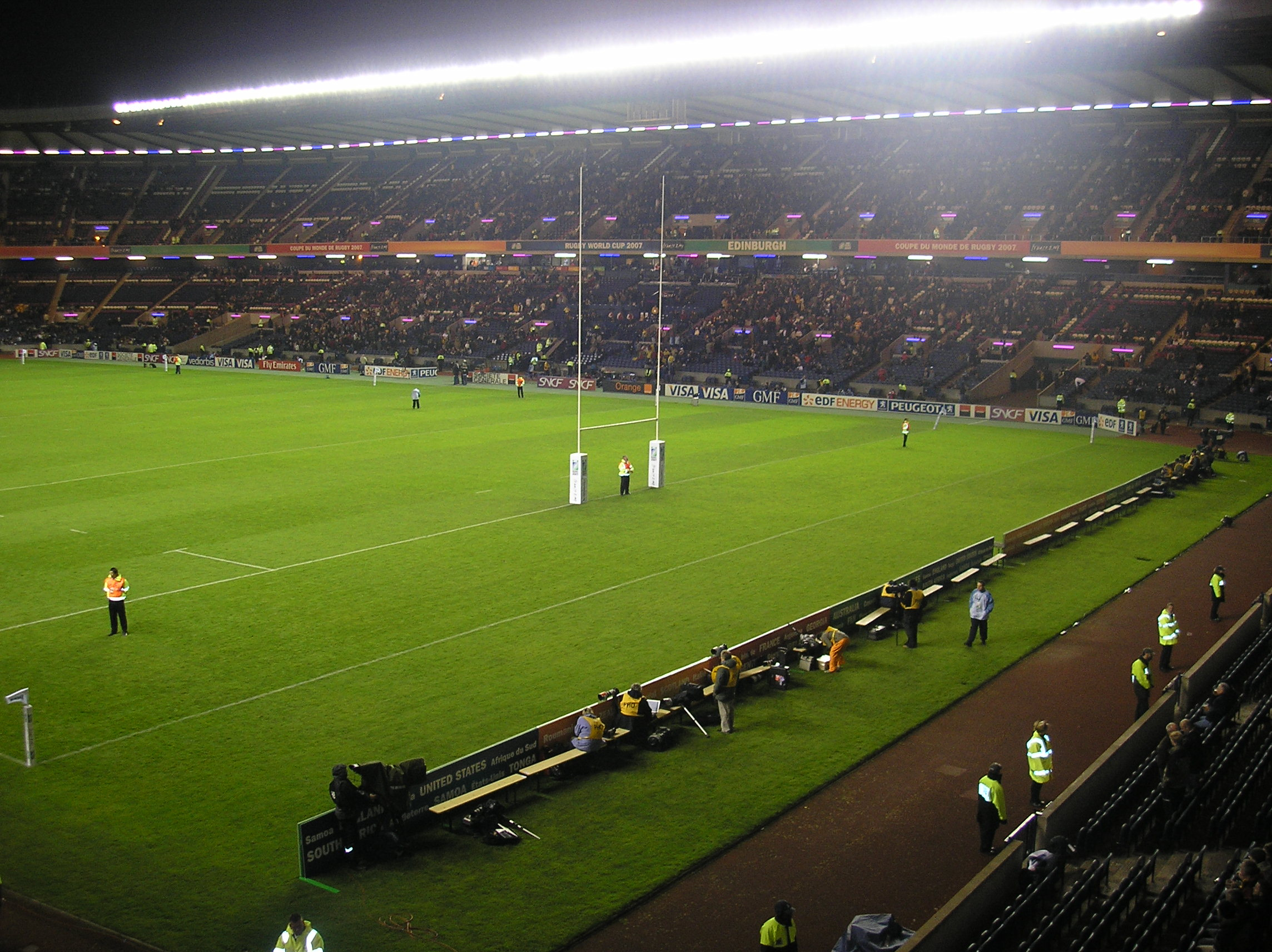
Halbzeit in dem Spiel der schottischen Nationalmannschaft bei der Rugby-Union-Weltmeisterschaft 2007 gegen Rumänien (42:0) am 18. September 2007.
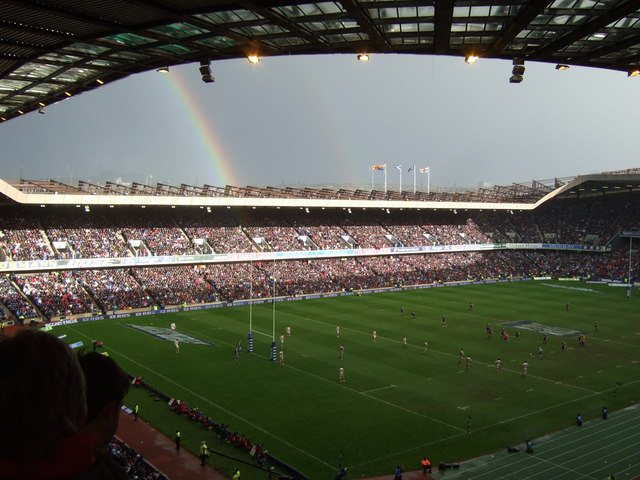
Blick in das Murrayfield Stadium während der Six Nations 2008 bei der Partie Schottland gegen England (15:9) am 3. März 2008.
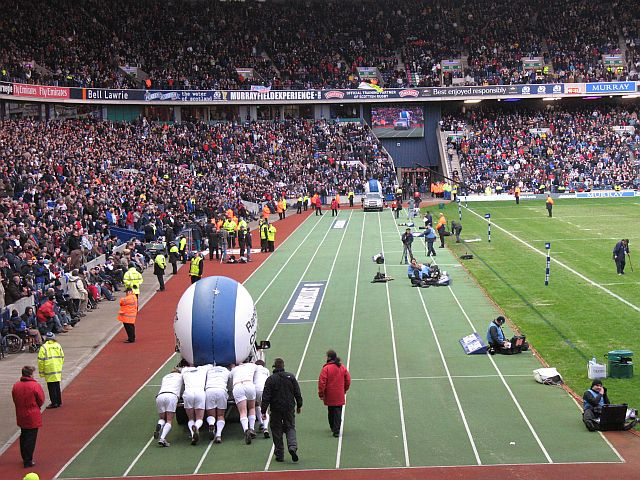
Die achtspurige 100-Meter-Kunststoffbahn im Stadion.